# 陸山才
陸山才（509年—566年），字孔章，吳郡吳縣人，南梁、南陳官员。
陸山才的祖父陸翁寶是南梁尚書水部郎；父親陸汎則是散騎常侍。陸山才年少卓越豪邁，喜歡文學與史學，范陽的張纘與其弟張綰都敬重他。他從王國常侍起家，遷任外兵參軍，不久因為父親患病回鄉奉養。承聖元年（552年），王僧辯授陸山才儀同府西曹掾，到陳霸先誅殺王僧辯，他逃到會稽依附張彪。張彪敗亡，陸山才最終歸附陳霸先。紹泰年間，都督周文育出鎮南豫州，不懂奏疏，就任用他為長史協助政事。周文育南征，打敗蕭勃，擒拿歐陽頠，計畫多出自陸山才；及後周文育西征王琳，留下他監督江州事務，仍然鎮守豫章。周文育與侯安都在沌口戰敗，余孝頃自新林入侵豫章，陸山才召集餘眾依附周迪。周迪擒拿余孝頃、李孝欽等人，派遣陸山才從都陽樂安嶺東路送他們到京師，之後除授中書侍郎；又由樂安嶺安撫南川各郡。周文育重新鎮守豫章金口，他再任貞威將軍、鎮南長史、豫章太守。
周文育被熊曇朗殺害，熊曇朗囚禁陸山才等人送往王琳處。未送到時，侯安都於宮亭湖擊敗王琳部將常眾愛，於是他才能回國，擔任貞威將軍、新安太守。因為王琳未平定，陸山才留守富陽縣捍衛東路。之後他入朝為員外散騎常侍，遷任宣惠將軍始興王陳伯茂長史，代行東揚州事。侯安都討伐留異，他率領王府部下跟隨；留異戰敗後獲除任明威將軍、東陽太守，入朝為始興王長史，帶會稽郡郡丞，代行東揚州事，唯未拜授就改授散騎常侍，兼度支尚書，任滿後改為實授。陳頊南征周迪，委派陸山才為軍司，討平周迪後復職。余孝頃自海路襲擊晉安，他又以本官到會稽提供策略。回朝後，因在宴席上和蔡景歷言語失禮，被彈劾罷官。不久又授與散騎常侍，遷轉雲旗將軍、西陽武昌二郡太守。天康元年（566年）他去世，虛歲五十八，贈右衛將軍，諡簡子。

## 引用
1. 1 2  《陳書·卷十八·列傳第十二》：陸山才字孔章，吳郡吳人也。祖翁寶，梁尚書水部郎。父汎，散騎常侍。山才少倜儻，好尚文史，范陽張纘，纘弟綰，並欽重之。起家王國常侍，遷外兵參軍。尋以父疾，東歸侍養。承聖元年，王僧辯授山才儀同府西曹掾。高祖誅僧辯，山才奔會稽依張彪。彪敗，乃歸高祖。
2. 1 2  《南史·卷六十八·列傳第五十八》：陸山才字孔章，吳郡吳人也。祖翁寶，梁尚書水部郎。父泛，中散大夫。山才倜儻，好尚文史，范陽張纘、纘弟綰並欽重之。
3. ↑  《陳書·卷十八·列傳第十二》：紹泰中，都督周文育出鎮南豫州，不知書疏，乃以山才為長史，政事悉以委之。文育南討，剋蕭勃，擒歐陽頠，計畫多出山才。及文育西征王琳，留山才監江州事，仍鎮豫章。文育與侯安都於沌口敗績，余孝頃自新林來寇豫章，山才收合餘眾，依于周迪。周迪擒余孝頃、李孝欽等，遣山才自都陽之樂安嶺東道送于京師。除中書侍郎。復由樂安嶺綏撫南川諸郡。文育重鎮豫章金口，山才復為貞威將軍、鎮南長史、豫章太守。
4. ↑  《南史·卷六十八·列傳第五十八》：紹泰中，都督周文育出鎮南豫州，不知書疏，以山才為長史，政事悉以委之。文育南討，克蕭勃，禽歐陽頠，計畫多出山才。後文育重鎮豫章金口，山才復為鎮南長史、豫章太守。
5. ↑  《陳書·卷十八·列傳第十二》：文育為熊曇朗所害，曇朗囚山才等，送于王琳。未至，而侯安都敗琳將常眾愛於宮亭湖，由是山才獲反，除貞威將軍、新安太守。為王琳未平，留鎮富陽，以捍東道。入為員外散騎常侍，遷宣惠始興王長史，行東揚州事。侯安都討留異，山才率王府之眾從焉。異平，除明威將軍、東陽太守。入為鎮東始興王長史，帶會稽郡丞，行東揚州事。未拜，改授散騎常侍，兼度支尚書，滿歲為真。
6. ↑  《陳書·卷十八·列傳第十二》：高宗南征周迪，以山才為軍司。迪平，復職。余孝頃自海道襲晉安，山才又以本官之會稽，指授方略。還朝，坐侍宴與蔡景歷言語過差，為有司所奏，免官。尋授散騎常侍，遷雲旗將軍、西陽武昌二郡太守。天康元年卒，時年五十八。贈右衛將軍，諡曰簡子。
7. ↑  《南史·卷六十八·列傳第五十八》：文育為熊曇朗所害，曇朗囚山才等，送于王琳。未至，而侯安都敗琳將常眾愛，由是山才獲反。累遷度支尚書，坐侍宴與蔡景曆言語過差，為有司所奏，免官。尋授散騎常侍，遷西陽、武昌二郡太守。卒，諡曰簡子。

## 延伸阅读
[在维基数据编辑]
 《陳書/卷18》，出自姚思廉《陳書》
 《南史/卷68》，出自李延壽《南史》